# Emil Cioran
Emil M. Cioran (IPA: [eˈmil t͡ʃoˈran]) (Rășinari, 8 aprile 1911 – Parigi, 20 giugno 1995) è stato un filosofo, saggista e aforista romeno, tra i più influenti del XX secolo.

Firma di Cioran

Gran parte della sua produzione è caratterizzata dall'aporia, dal paradosso, dall'ossimoro, dall'iperbole, nonché dalla contraddizione e dalla provocazione volute, e fu definita da lui stesso come una forma di letteratura terapeutica, volta a sfogare il proprio pessimismo esistenziale.
Nato in Romania, dal 1933 al 1935 visse a Berlino, e dalla seconda guerra mondiale in avanti risiedette in Francia con lo status di apolide; scrisse i primi libri in lingua romena, ma dalla fine del conflitto scrisse sempre in francese e, nonostante questo non fosse il suo idioma di nascita, viene considerato da molti critici come uno dei migliori prosatori in questa lingua.
Vicino al pensiero esistenzialista, si distacca comunque dal movimento esistenzialista francese per la sua distanza ideologica dai principali esponenti quali Jean-Paul Sartre, Simone de Beauvoir e Albert Camus, rifiutando l'impegno politico attivo sul fronte progressista e condividendo la filosofia dell'assurdo del suo amico Eugène Ionesco, benché venata dal suo pessimismo radicale. Il pensiero di Cioran è infatti influenzato da Nietzsche, Schopenhauer, Heidegger (rispetto allo stile ermetico di quest'ultimo, maturerà peraltro un netto rifiuto) e successivamente anche da Leopardi (benché, per sua stessa ammissione, mai profondamente conosciuto, ma avvertito quale "fratello d'elezione"), dai quali trae il suo nichilismo, scetticismo e il suo pessimismo. I suoi aforismi, anche per esperienze personali, inizialmente una gravissima forma di insonnia che lo colpì dall'adolescenza, sono infatti pervasi da una profonda amarezza e misantropia, che però vengono temperate dalla sua acuta ironia e dalla sua capacità di scrittura.

## Biografia
(E. Cioran, Taccuino di Talamanca)

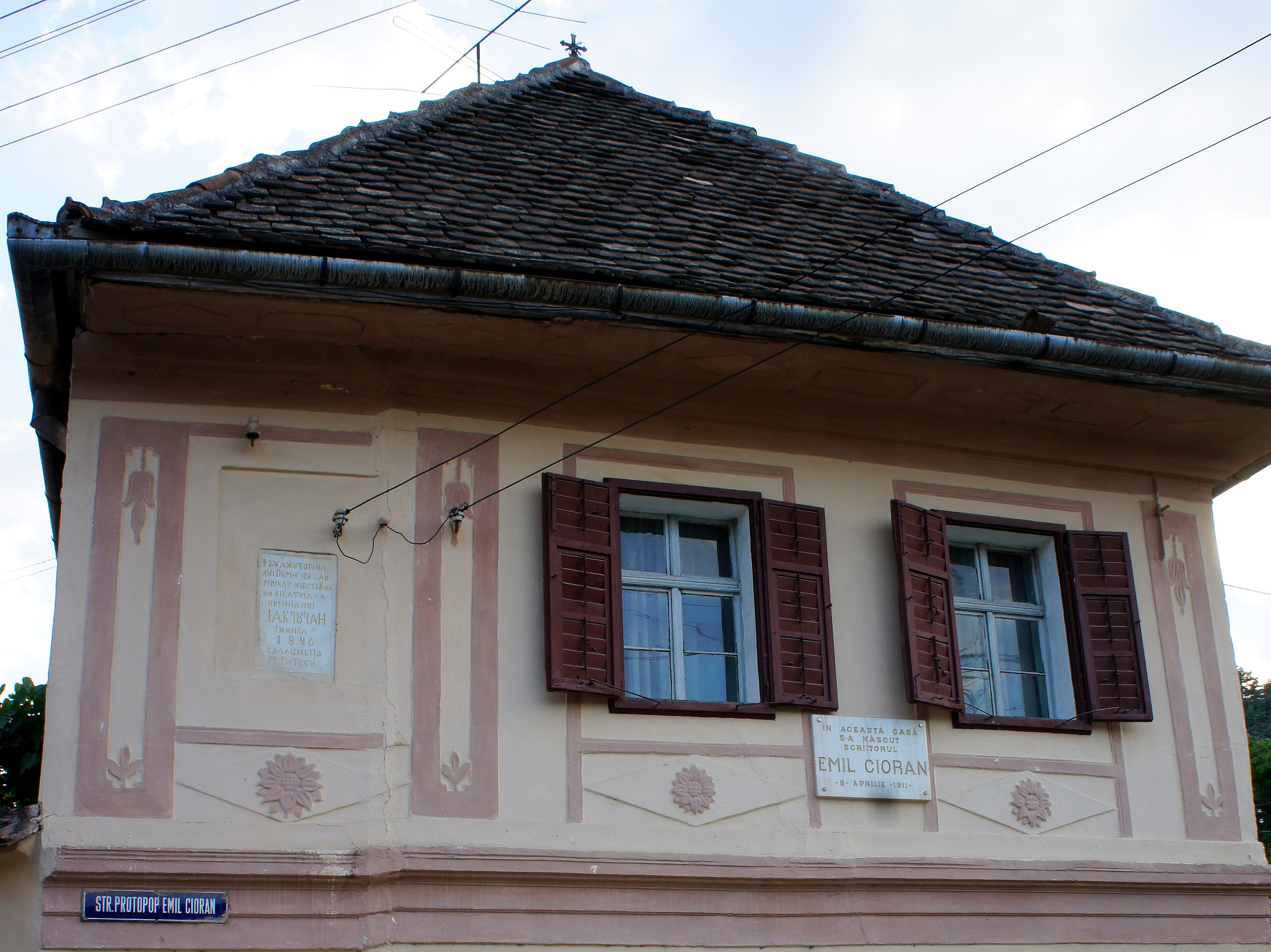
La casa natale di Cioran a Rășinari

Cioran nacque a Rășinari, in Transilvania (al secolo una provincia dell'Impero austro-ungarico, annessa poi alla Romania nel 1918), l'8 aprile 1911 in una benestante famiglia rumena. Il padre, Emilian Cioran, era un sacerdote ortodosso, attivo dapprima a Rășinari ed in seguito, in veste di curato, presso la vicina Sibiu, mentre la madre, Elvira Comaniciu, era originaria di Veneția de Jos, un piccolo villaggio situato nei pressi della città di Făgăraș (oggi parte, assieme ad altri tre villaggi limitrofi, del neo-costituito comune di Părău). Il padre di Elvira, Gheorghe Comaniciu, era un notaio, asceso allo status di barone grazie al favore di cui godeva presso le autorità asburgiche. Aveva due fratelli, Aurel detto Relu e Virginia.
Sebbene fossero romeni, non era infrequente che i genitori, nel privato, parlassero anche in ungherese, idioma che il padre aveva imparato frequentando le scuole elementari ungheresi.
Durante la prima guerra mondiale, i genitori di Emil, come molti intellettuali di origine romena, furono confinati dalle autorità austro-ungariche; il padre a Sopron (Ödenburg) e la madre a Cluj (Klausenburg), lasciando i figli alle cure della nonna a Rășinari.
Cioran ha dichiarato di aver avuto un'infanzia molto felice ("coronata") fino al trasferimento alle scuole medie di Sibiu: «È stata la fine del mio sogno, il crollo del mio mondo». Già nell'adolescenza è colpito da una grave forma d'insonnia, un disturbo che lo segnerà per il resto della vita.

### Formazione culturale
Dopo gli studi classici compiuti al liceo Gheorghe Lazăr di Sibiu, all'età di diciassette anni Cioran iniziò a studiare filosofia presso l'Università di Bucarest.
Frequentando l'università, ebbe modo di fare conoscenza con Eugène Ionesco e Mircea Eliade, con cui rimase in buoni rapporti di amicizia per tutta la vita.
Altri amici stretti furono il filosofo Constantin Noica e il pensatore "socratico" Petre Țuțea (noto poi come militante ortodosso antisemita e dissidente anticomunista), influenzati anch'essi dal controverso maître à penser Nae Ionescu.
Avendo un'ottima conoscenza della lingua tedesca, i suoi primi studi s'incentrarono prevalentemente su filosofi quali Immanuel Kant, Arthur Schopenhauer e, soprattutto, Friedrich Nietzsche.
In questo periodo si professò agnostico, assumendo l'assioma «l'inconvenienza dell'esistenza». Per l'interesse dimostrato verso varie forme di spiritualità, dal punto di vista filosofico, è stato definito un "ateo-credente". Nell'impalcatura del suo pensiero, difatti, convivono al tempo stesso attrazione e rifiuto verso la religione, in particolare verso il cristianesimo, con simpatia verso lo gnosticismo e il buddhismo, e venature di misoteismo, anche se dichiarerà sempre di essere un non credente.
(Sommario di decomposizione)
(Quaderni)
Durante i suoi studi fu anche influenzato dalle opere di Georg Simmel, di Ludwig Klages e del filosofo russo Lev Šestov, che aggiunse al suo sistema di pensiero la convinzione che la vita sia arbitraria.
Ammirava anche i cinici, gli stoici ed Epicuro; successivamente studiò anche Heidegger, che però finì poi per ripudiare.

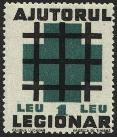
Un francobollo commemorativo legionario della Guardia di Ferro, il movimento d'estrema destra cui Cioran aderì brevemente in gioventù.

Si laureò con una tesi sul filosofo francese Henri Bergson, di cui successivamente rifiutò il pensiero, asserendo che costui non aveva compreso l'intrinseca tragicità della vita.

### La borsa di studio in Germania, le prime opere e l'allontanamento dal fascismo
Prima di pubblicare il suo primo libro, Pe culmile disperării (1934), ottenne una borsa di studio presso la fondazione Humboldt, grazie alla quale si trasferì a Berlino nel 1933, dove entrò in contatto con Nicolai Hartmann e Ludwig Klages, poi a Dresda e a Monaco di Baviera, dove assisté all'instaurazione della dittatura hitleriana e alla sua definitiva presa di potere nella notte dei lunghi coltelli (1934).
Pur professando il suo scetticismo verso tutti gli idealismi e dichiarandosi persecutore dell'utopia, in quegli anni si entusiasmò di fronte al vitalismo e al misticismo dei nazisti:
(Lettera a Petre Comarnescu, 27 dicembre 1933.)
Al suo rientro in Romania, nel 1935, ebbe rapporti, fino alla vigilia della seconda guerra mondiale, con il locale movimento fascista della Guardia di Ferro, senza però aderirvi effettivamente. In base ad una foto d'epoca si è sostenuto in maniera controversa, da parte di uno storico attivo sul web, che il giovane Cioran fosse stato ritratto in divisa da "legionario", accanto al leader del movimento, il Capitano Corneliu Zelea Codreanu.
È stato infatti smentito che la foto possa davvero ritrarre il filosofo rumeno, siccome questi, non avendo mai fatto mistero della sua passata vicinanza al movimento, arrivandone anzi a farsi un'impietosa ed inclemente autocritica su questa sua "infatuazione giovanile" (ebbe difatti a scrivere qualche anno dopo essersene allontanato: «Come ho potuto essere ciò che sono stato?»), abbia sempre negato d'avervi militato come membro regolarmente iscritto (mentre l'immagine ritrae dei dirigenti) e bollando poi, nel secondo dopoguerra, la Guardia di Ferro «una setta delirante estranea ai veri rumeni, composta perlopiù da macedoni in esilio» guidati da uno «slavo» (Codreanu appunto, che in realtà era romeno-bavarese) che portavano avanti il nazionalismo rumeno a livello popolaresco, pur essendo una sorta di «cancro».
Nonostante diversi storici avessero accettato l'ipotesi d'un Cioran "legionario", ripresa anche dal sito sulla Shoah olokaustos.org, in realtà da come si evince dalle didascalie originali della foto integrale conservata all'Archivio Nazionale di Bucarest, e riportato anche dalle ricerche più recenti sulla figura di Cioran, il giovane militante alla destra di Codreanu è il comandante Nicolae Constantinescu, uno dei responsabili dell'omicidio del primo ministro Ion Duca, e non il filosofo.
Anche il fratello e la sorella del filosofo furono vicini al movimento ma, a dispetto del filosofo, non ne ripudiarono mai l'adesione. Lo stesso Aurel, infatti, vi aderì come militante regolare e, sottoposto nel 1948 a un processo farsa per collaborazionismo dalle nuove autorità comuniste, fu condannato a sette anni di carcere e otto di lavori forzati, ed in seguito brevemente internato in un ospedale psichiatrico. A differenza di Emil, non abbandonò mai le sue idee di estrema destra, nemmeno in età avanzata.
Avvenne in questi anni, tra il 1936 ed il 1937, la pubblicazione dei successivi tre libri di Cioran in romeno, tra cui Schimbarea la față a României (Trasfigurazione della Romania), pubblicato alla fine del 1936, che gli valse l'etichetta di anti-semita (sebbene, nonostante alcuni accenti xenofobi, il libro sia principalmente l'espressione di un paradossale "regolamento di conti" con la società romena):
(Trasfigurazione della Romania, pp. 132-133)
Nello stesso periodo, però, prova simpatia anche per il bolscevismo russo, anche se non ne approva il materialismo.
Nel 1936-1937 insegnò filosofia in un liceo maschile di Brașov: «l'unico anno della mia vita in cui mi sia capitato di lavorare.» I suoi alunni lo consideravano un folle, e pensavano avesse la sifilide: egli fece un test e rimase deluso dal non averla contratta, poiché, a suo dire, era una malattia "prestigiosa". Nel 1936 pubblica Cartea amăgirilor e, dopo La trasfigurazione della Romania, dà alle stampe il quarto libro, Lacrimi și sfinți (Lacrime e santi).
Nel 1938 la Guardia di Ferro, da cui Cioran si era distaccato, fu sciolta col colpo di Stato del re Carlo II di Romania, ma in seguito un nuovo golpe installò il regime parafascista del Conducător Ion Antonescu e del re Michele I, che finirà comunque nell'orbita nazista, e Codreanu fu assassinato in prigione. Già nel 1937 Cioran è però in Francia, dove assiste con preoccupazione allo scoppio della seconda guerra mondiale, e da dove, dal 1941, non si muoverà più.
Dal 1940 in poi, e ancora di più nel dopoguerra, cambiò radicalmente idea anche sugli ebrei, definendo ognuno di loro come suo "fratello nel dolore", e ciò ancor prima che venisse fatta piena luce sullo sterminio avvenuto per mano nazista. Già all'epoca dell'invasione tedesca della Francia, egli aveva maturato una fortissima avversione per le sue precedenti idee, rinnegando il suo pamphlet del 1936 e vietandone sempre ogni ristampa, fino all'edizione "definitiva" del 1990, pubblicata dalla casa editrice Humanitas di Bucarest, in cui taglierà le parti maggiormente xenofobe, nazionaliste e razziste. Alla fine degli anni '30, partecipò ad un congresso ebraico a Bucarest. Probabilmente, a mostrargli la vera natura del nazismo e dei fascismi, fu anche la persecuzione nella Francia occupata di un suo stretto amico ebreo romeno, lo scrittore Benjamin Fondane (nato Fundoianu), poi deportato ad Auschwitz, cosa che il filosofo cercò strenuamente, quanto inutilmente, di impedire. Fondane era perseguitato dal 1940, ma nel 1944 fu infine arrestato dagli uomini del regime di Vichy, per non aver indossato la stella di David. Cioran, pur estraneo all'ambiente politico e letterario e riluttante a rivolgersi a membri dell'establishment, si recò da Jean Paulhan, un influente redattore della casa editrice Gallimard, per chiedergli di accompagnarlo al commissariato di polizia e provare a liberare Fondane, in quanto "letterato celebre di Francia" e di Romania, e appellandosi allo Statuto degli Ebrei che lo proteggeva come "ebreo francese coniuge di ariano". All'inizio, la polizia collaborazionista accettò le perorazioni di Cioran e Paulhan, e liberò lo scrittore, ma non la sorella Line, che Fondane si rifiutò di abbandonare. La polizia allora li consegnò entrambi alla Gestapo; Fondane non tornerà più da Auschwitz, dove morì pochi mesi dopo.

Dopo aver abbandonato le idee fasciste professate per qualche anno in gioventù, spesso si domandò come avesse potuto scrivere certe cose, sotto l'influsso di quell'ambiente politico e probabilmente a causa delle condizioni psicologiche in cui versava a causa dell'insonnia, scrivendo al fratello Aurel: 
Nel 1956 dedicò agli ebrei un intero capitolo di La tentazione di esistere, intitolato "Un popolo di solitari":
Nota la sua amicizia col poeta, scampato alla Shoah, Paul Celan. Cioran scrisse di essere "metafisicamente ebreo", e altre affermazioni filosemite: "Le uniche persone a cui sono legato profondamente sono ebrei. Dividiamo le stesse imperfezioni", "il rifiuto della cristianità degli ebrei può essere definito soltanto come brillante (...) la sola buona gente in Germania era ebrea. Ora che è morta, tutto che ciò che rimane è un tipo di mostro belga", "l'antisemitismo è odioso e di una crudeltà inimmaginabile".
Nel dopoguerra, non prese più posizioni politiche definite, anche se si definì un "liberale intrattabile". e sostenne che "tutte le società sono cattive; vi sono dei gradi, lo riconosco, e se ho scelto questa in cui vivo [la democrazia francese] è perché so distinguere fra le sfumature del peggio." Scettico comunque verso le democrazie occidentali, sosteneva che la civiltà europea e francese fossero al tramonto, e che il Primo Impero di Napoleone (1804-1815) fosse stata "l'ultima follia vitale" della Francia.
Dopo il trasferimento in Francia e alcuni brevi rientri in Romania, nel 1940-1941 (in cui ripubblicò la Trasfigurazione aggiungendo un elogio funebre per Codreanu le cui esequie si tennero nel 1940, intitolato La vita interiore del Capitano) e qualche mese di servizio, come consigliere culturale, presso la legazione romena di Vichy (febbraio-maggio 1941), Cioran scelse di restare per sempre a Parigi, distaccandosi in questo periodo dalla vita politica della madrepatria, governata da Antonescu fino al 1944 a fianco delle Potenze dell'Asse, quando gli Alleati invasero la Romania. Nelle lettere private sono presenti numerose volte passaggi che segnano il distacco e il rinnegamento del fascismo e del proprio nazionalismo giovanile.

### Il trasferimento definitivo in Francia
Nel 1937 si trasferì come detto in Francia con una borsa di studio dell'istituto francese di Bucarest per fare una tesi di dottorato. Continuò a scrivere gli ultimi testi in romeno, la maggior parte rimasti inediti, fino alla fine della guerra. Nel 1946 il governo rumeno installato dai sovietici, con la monarchia disciolta definitivamente nel 1947, e a guida comunista con primo ministro Petru Groza, gli vietò il ritorno come ex "simpatizzante legionario". Cioran non rientrerà più in Romania, neanche dopo la rivoluzione romena del 1989 che depose il Conducător comunista Nicolae Ceaușescu, a causa di problemi di salute che lo colpiranno in età avanzata. Cioran definì Ceaușescu "uomo spregevole (...) moralmente e sotto tutti i punti di vista", "catastrofe della Romania" e responsabile della corruzione del popolo rumeno.
Dal dopoguerra al 1989, quando il regime comunista rumeno lo privò della cittadinanza e divenne apolide, Cioran visse poi con lo status di rifugiato a Parigi, non chiedendo mai la naturalizzazione francese.
Nel 1947, mentre stava facendo una traduzione dal francese al romeno di Mallarmé, decise che era senza senso e che da allora in poi avrebbe scritto solo in lingua francese.
Nel 1949 pubblicò il Sommario di decomposizione, opera che aveva già riscritto 4 volte prima di ritenerla pronta per la pubblicazione. L'attenzione e la cura posta nella scrittura in francese ne ha fatto uno dei migliori prosatori in questa lingua. Dopo aver letto il manoscritto del Sommario, alcuni consulenti editoriali e critici ne rimasero "folgorati", colpiti dallo stile unico e inconsueto che apprezzarono molto: tra di essi André Gide.
Riguardo però al suo pensiero, in un'intervista del 1970 a François Bondy l'autore dichiarò che il meglio della sua dottrina era in lingua romena: «Un libro uscito a Bucarest nel 1934: Al culmine della disperazione, che contiene già tutto quello che verrà dopo. È il più filosofico dei miei libri.»
A Parigi, grazie alle frequenti passeggiate a piedi o in bicicletta, l'insonnia migliorò leggermente. In Francia rimase comunque isolato dall'ambiente culturale dominante; criticò pesantemente l'esistenzialista marxista Jean-Paul Sartre, che spesso sedeva vicino a lui al Café de Flore, ma a cui non rivolgeva mai la parola. Albert Camus, meno distante filosoficamente da lui (si pensi al tema dell'assurdo), lo incitò un giorno a impegnarsi politicamente e socialmente, al che Cioran gli rispose pesantemente di andarsene a quel paese. Cioran ricorda nei Quaderni anche il duro contrasto con Lucien Goldmann.
Suoi amici nell'ambiente intellettuale parigino erano soprattutto Mircea Eliade (anche lui ex simpatizzante di Codreanu), grande storico delle religioni, e il drammaturgo Eugène Ionesco, connazionali esuli e parimenti avversi al comunismo rumeno. Le loro opere - soprattutto quelle di Cioran - furono in buona parte proibite al di là della "cortina di ferro". Quanto a Sartre, nel Sommario di decomposizione, Cioran ne traccia un caustico e anonimo (ma riconoscibile) ritratto, una critica dell'intellettuale impegnato (sulla scia di quello che Schopenhauer, Nietzsche e Leopardi dicevano degli impegnati dei loro tempi): «impresario di idee», «pensatore senza destino», nel quale «tutto è notevole, salvo l'autenticità», «infinitamente vacuo e meravigliosamente ampio», ma proprio per questo capace, con un'opera che "degrada il nulla" come una merce, di soddisfare «il nichilismo da boulevard e l'amarezza degli sfaccendati». Cioran parla ironicamente di Sartre anche nei Quaderni.
A Parigi fu anche amico di Samuel Beckett, Henri Michaux, Éveline Mahyère (scrittrice suicida a 32 anni nel 1957), Gabriel Matzneff e dell'esistenzialista cristiano Gabriel Marcel. Tentò di esserlo anche con Paul Celan (poeta ebreo scampato ai nazisti, suicida nel 1970), che curò la versione tedesca del Sommario di decomposizione, ma sostenne che era impossibile, perché "tutto lo feriva". Nei Quaderni Cioran descrive con preoccupazione le frequenti crisi psichiche e il suicidio finale del poeta rumeno-ucraino. Non ebbe invece un buon rapporto col suo fervente ammiratore Albert Caraco, anche lui filosofo nichilista e pessimista (che si tolse la vita a Parigi nel 1971), ma i due non si conobbero mai di persona.
Cioran visse in povertà, prima, e in semplicità dopo il successo di vendite dei suoi libri, rifiutando ogni premio letterario, risiedendo in un appartamento a mansarda. A quanto riferisce Fernando Savater nel suo libro Contrattempi, Cioran avrebbe rifiutato nel 1981 anche il Nobel per la letteratura, che quindi quell'anno andò a Elias Canetti; accettò solo il "Premio Rivarol" nel 1950 e il Grand Prix de littérature Paul Morand dell'Académie française nel 1988.
Negli anni ottanta ebbe una breve relazione sentimentale di quattro mesi con la giovane insegnante tedesca di filosofia Friedgard Thoma, senza per questo lasciare la compagna Simone Boué (conosciuta nel 1942), anche lei insegnante, la quale, come scrive lei stessa, divenne poi amica della Thoma. All'epoca dell'incontro, Cioran aveva 72 anni e la Thoma 36. Nelle lettere raccolte dalla donna emerge un Cioran meno pessimista e più vitalista di quanto appaia nelle sue opere letterarie e filosofiche.

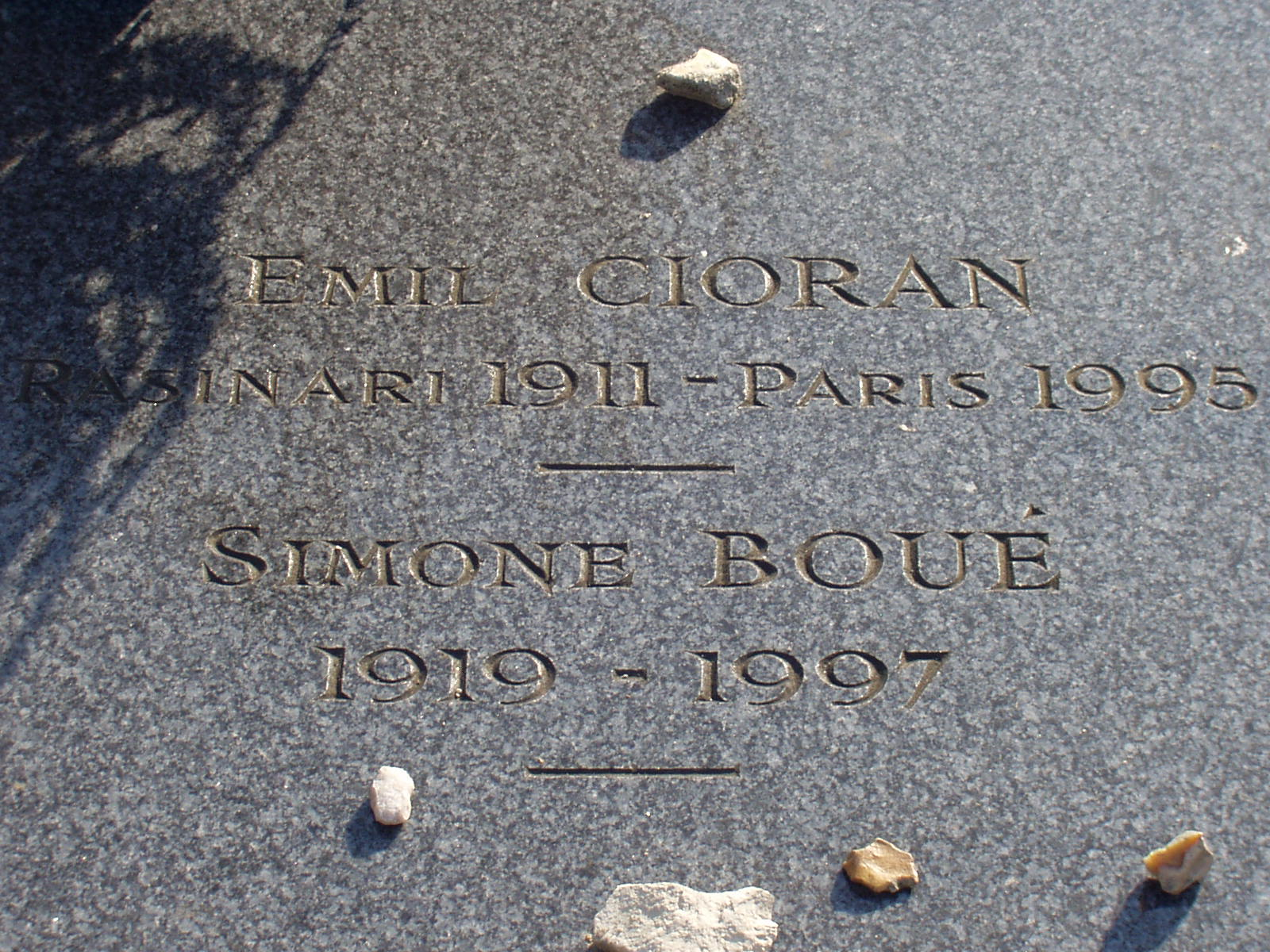
La sepoltura a Montparnasse con la compagna Simone Boué

Colto dalla malattia di Alzheimer intorno agli anni novanta, morì a Parigi il 20 giugno 1995 all'età di 84 anni dopo un lungo periodo di declino psicofisico (iniziato nel 1993 con l'aggravarsi della patologia e una caduta domestica), alcuni giorni dopo il ricovero all'ospedale Broca di rue Pascal 54; tra maggio e giugno era uscita la sua ultima intervista concessa qualche anno prima.
È sepolto al cimitero di Montparnasse, che con il Père-Lachaise è il principale luogo di sepoltura di molti illustri intellettuali e artisti legati a Parigi, dove nel 1997 lo raggiunse, probabilmente suicida per annegamento nell'Oceano Atlantico, la compagna Simone Boué, morta l'11 settembre di quell'anno a Saint-Gilles-sur-Vie (Benjamin Ivry, ricordando che Boué soffriva di artrite reumatoide, che leniva facendo bagni ed esercizi, contesta però l'ipotesi del suicidio, e ritiene che sia annegata accidentalmente mentre nuotava sulle coste della Vandea). Al funerale di Cioran, una modesta commemorazione civile, intervennero alcuni rappresentanti del nuovo governo rumeno, qualche giornalista e una delegazione della casa editrice Gallimard.
Poco dopo la morte di Cioran, Simone Boué rinvenne all'incirca trenta quaderni manoscritti nel suo appartamento, autorizzandone la pubblicazione. I Quaderni già pubblicati contengono un diario a partire dal 1957 sino al 1972 e oltre, l'anno in cui si fermano le edizioni attuali per problemi legali. La commercializzazione dei quaderni successivi al 1972 è stata bloccata dalla Corte d'Appello di Parigi dopo la morte della donna, a causa della controversia legale sull'eredità: la Boué fu nominata erede per testamento da Cioran, insieme al fratello superstite, Aurel, in parti uguali. Sia lo stato della Romania che gli eredi legali dell'uomo, morto anche lui nel 1997, sia i parenti francesi della moglie e gli editori, avanzano pretese sui diritti d'autore dei rimanenti quaderni. Altri scritti inediti, appunti estranei al fondo Gallimard e ai Quaderni, tratti da manoscritti in romeno conservati nel fondo Cioran della biblioteca Doucet di Parigi, sono stati invece pubblicati, dopo un lungo lavoro di curatela, nel volume Finestra sul nulla (2019).
Simone Boué favorì subito dopo la morte dello scrittore l'istituzione di una borsa di studio al CNL (Centre national du livre), per scrittori di lingua francese che avessero già pubblicato un'opera con a tema una riflessione personale, nello spirito di Cioran, su un soggetto di ordine generale.

## Pensiero
(Emil Cioran, Lacrime e santi)

### La filosofia come terapia
(E. Cioran, Quaderni, 25 luglio 1967)
(da Sommario di decomposizione)
Nell'ambito del pensiero filosofico, Cioran si colloca tra quelle figure che esulano dai canoni stabiliti dall'epoca e dai sistemi, e che non fanno parte di nessuna corrente o scuola. Il suo stile è caustico, diretto e profondamente emotivo, pieno di paradossi, contraddizioni e ossimori, poiché egli scrisse non per diffondere le proprie idee ad un pubblico, bensì per dissipare la propria sofferenza, derivante da un'insonnia costante che lo condusse sull'orlo del suicidio.
«L'insonnia è una vertiginosa lucidità che riuscirebbe a trasformare il Paradiso stesso in un luogo di tortura. Qualsiasi cosa è preferibile a questa allerta permanente, a questa criminale assenza di oblio. È durante quelle notti infernali che ho capito la futilità della filosofia. Le ore di veglia sono, in sostanza, un'interminabile ripulsa del pensiero attraverso il pensiero, è la coscienza esasperata da se stessa, una dichiarazione di guerra, un infernale ultimatum della mente a se medesima. Camminare vi impedisce di lambiccarvi con interrogativi senza risposta, mentre a letto si rimugina l'insolubile fino alla vertigine.»
L'ammirazione per la concettualità filosofica occupò, in realtà, solo la più tenera formazione di Cioran. Appena ventunenne, quando pubblica Al culmine della disperazione, egli si rese conto come il ricorso alla filosofia fosse totalmente precario, che i suoi lineamenti concettuali incontrassero solo faticosamente le esigenze tragiche incarnate nella vita.
Il ricorso a quella che può essere definita una forma di letteratura terapeutica, poiché solo grazie ad essa desistette dall'uccidersi, fu il vero riscatto nella vita del filosofo. Egli non amò tanto la scrittura in quanto atto poietico, ovvero in quanto produttrice di un'opera finita, ma in quanto activitas che dissolvendo lo stritolamento esistenziale consente la vivibilità della vita.
Dilaniato da contraddizioni insanabili, il pensiero di colui che si autodefinisce un filosofo urlatore si manifestò attraverso affermazioni volutamente provocatorie, e paradossali iperboli di humour nero (ad esempio quando scrive ne L'inconveniente di essere nati che "il diritto di sopprimere tutti quelli che ci infastidiscono dovrebbe figurare al primo posto nella costituzione della città ideale"; "La mia visione dell'avvenire è così precisa che, se avessi dei figli, li strangolerei all'istante"; "Ero solo in quel cimitero che sovrasta il paese, quando entrò una donna incinta. Uscii subito, per non dover guardare da vicino quella portatrice di cadavere"; "Aver commesso tutti i crimini, tranne quello di essere padre"; "Quei figli che non ho voluto, sapessero la felicità che mi debbono").
Qualsiasi giudizio su questa figura del Novecento deve tener conto che egli ha fatto dello scandalo artistico uno stile di vita, dell'arte un'esplosione di sentimenti e della scrittura una valvola di sfogo prettamente personale.
Per tutta la vita ho avuto il culto dei grandi tiranni immersi nel sangue e nel rimorso.
Mi sono perso nelle Lettere per l'impossibilità di uccidere o di uccidermi. È stata solo questa incapacità, questa vigliaccheria a far di me uno scribacchino.»
(Quaderni 1957-1972)
Cioran aderisce ad una forma estrema di scetticismo filosofico pessimista e di relativismo, che sfocia nel nichilismo non attivo e indifferentista ("cadere nel menefreghismo dei morti" dice), per una precisa volontà di evitare passioni filosofiche, psicologiche e ideologiche, e utopie giovanili.
(Quaderni, 1966)
(Lettera a John David Barrett)
Recenti studi hanno rivalutato filosoficamente il pensiero di Cioran insistendo invece sul contributo decisivo del filosofo a temi centrali della tradizione filosofica occidentale come il nichilismo, la critica della nozione di progresso e il senso della Storia, la soggettività, l'estetica e la politica.
Il poeta Guido Ceronetti, amico di Cioran, lo soprannominò "squartatore misericordioso", mentre il giornalista Ulderico Munzi lo definirà "l'ultimo cavaliere del nulla".
(Emil Cioran, Quaderni 1957-1972)

### La Romania
Cioran nasce in Romania che diventa, in seguito all'occupazione sovietica (1945), uno Stato a conduzione comunista, dopo aver sperimentato, negli anni 1938-1947, diversi regimi autoritari, dittature e forme autoctone di fascismo. Una terra ricca di tradizioni e di superstizioni, il cui popolo, secondo Cioran, «è il più scettico che esista: è allegro e disperato al tempo stesso. Per ragioni storiche coltiva la religione del fallimento», aggiungendo: «ricordo della mia infanzia un tizio, un contadino al quale toccò una grande eredità. Passava la giornata di taverna in taverna, sempre ubriaco, accompagnato da un violinista che suonava per lui. Mentre gli altri andavano in campagna a lavorare, lui passeggiava di taverna in taverna, l'unico uomo felice al mondo. Quando sentivo il suono del violino correvo a vederlo passare, perché mi affascinava. Spese tutto in due anni e poi morì.»

### La lingua francese
Nonostante un fortissimo senso d'appartenenza al paese d'infanzia («darei tutti i paesaggi del mondo per quello della mia infanzia»), Cioran, arrivato a Parigi nel 1937, nel Dopoguerra adottò il francese come lingua di scrittura, pubblicando il suo primo saggio in questa lingua (Précis de décomposition) nel 1949 da Gallimard. L'ultimo libro scritto in romeno fu Il breviario dei vinti.
In "Storia e utopia" (1960) il filosofo spiega il suo rapporto conflittuale e resistente con questa lingua, dotata di «una sintassi d'una rigidità, d'una dignità cadaverica» e in cui non c'è «più alcuna traccia di terra, di sangue, d'anima.».
Nel 2011, una raccolta delle sue opere è stata accolta nella prestigiosa Bibliothèque de la Pléiade, per Gallimard.
Nel 2012 le edizioni dell'Accademia Romena di Bucarest hanno pubblicato i primi due volumi delle sue Opere complete.

### La nascita come sciagura
(da La caduta nel tempo)
L'atteggiamento di Cioran nei confronti dell'esistenza si estrinseca in un'apologia del non-essere e quindi del suicidio: vivere è una disgrazia e la nascita un'irrimediabile sciagura.

Disegno raffigurante Emil Cioran

Nell'opera L'inconveniente di essere nati del 1973 egli mette a fuoco la visione tragica dell'esistere e il suo pessimismo che è l'estremizzazione di quello di Schopenhauer dal quale trae anche l'interesse per il Buddhismo e la teorizzazione dell'incubo del dolore del vivere:
È questo l'assurdo che caratterizza il pensiero di Cioran: odiare la vita ma nello stesso tempo apprezzarne le esperienze, anzi considerarle irrinunciabili.

Ma mentre valorizza in un certo senso i travagli dell'esistenza egli sente anche il fascino del nulla, dell'abisso originario. 

### "Ardimentoso Disinganno"
(da Squartamento)
Non c'è dubbio che l'opera di Cioran, pur dispiegandosi in vari libri anche lontani tra loro in ordine di tempo e di argomento, sia pervasa totalmente da uno spirito crudele ma al contempo speranzoso, come il disinganno: crudele perché di fronte ad esso ogni fenomeno mondano sfocia nel fallimento, speranzoso perché niente è più istruttivo, in filosofia, del fallimento stesso ("una sola cosa conta: imparare ad essere perdenti", scrive ne L'inconveniente di essere nati).
Gli scritti di Cioran hanno il marchio della vertigine e della lucidità, non sono scritti secondo finalità pedagogiche. E per questo risultano estremi, laconici epitaffi di un'esistenza casuale, priva di senso, permeata dall'amarezza.

### Il suicidio
Emil Cioran fornisce al suicidio una lettura totalmente inedita. Esso, anziché costituire l'espressione massima di disillusione e disperazione di fronte ad un'esistenza invivibile, è paradossalmente ciò che consente la vita. Ciò è possibile nella misura in cui l'esistenza è percepita in termini assoluti come lacerante costrizione inevadibile; in tale prospettiva, il suicidio rappresenta il carattere più pieno della libertà esercitabile dall'uomo che, nell'impotenza vitale, ha in ogni momento l'onnipotenza della cessazione del Tutto, la negazione estrema di ogni alterità insostenibile. L'uomo, in ultima analisi, può sobbarcarsi il peso della vita solo nella misura in cui sa di poter recarsi la morte.

### L'ironia
L'ironia capace di cogliere l'assurdità della vita salva Cioran e i suoi lettori dal pessimismo e dal nichilismo. L'ironia e l'umorismo che l'accompagna rendono tollerabile l'esistenza che talvolta appare paradossale dandole un nuovo senso razionale da cui ricominciare a vivere senza inganni.

### Mostrare, non spiegare

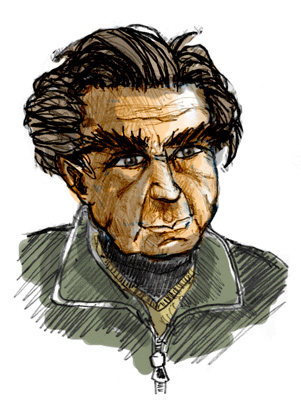
Caricatura di Cioran

Il sistema filosofico di Cioran consiste nel rinnegare il sistema stesso, le regole, il formalismo accademico: non pretende di spiegare e dimostrare ma solo mostrare cos'è la vita parlando di se stesso come uomo e non dell'astratta umanità.
Varie e apparentemente incompatibili tra loro sono le strade del pensiero che egli percorre:
- la fisiologia mistica e la religione (in Lacrime e santi);
- la storia e la filosofia (in Storia e utopia);
- la letteratura (in Esercizi di ammirazione);
- la religione, in particolare lo gnosticismo (in Il funesto demiurgo);

ma che conducono tutte ad un unico risultato: il fallimento che segna ogni vita e che le dà senso.
(E.Cioran - Il funesto demiurgo)
Nonostante i riferimenti gnostici moderni secondo Antonio Castronuovo
(A. Castronuovo, Emil Michel Cioran, 2010, introduzione)

### Insonnia e autoanalisi
In Cioran pensiero e vita si sovrappongono spietatamente. Le notti passate ad occhi aperti hanno influito, come più volte riportato dallo scrittore stesso in quasi tutti i suoi libri, sullo sviluppo e sulla stesura delle opere stesse. Le notti insonni trascorse in letture e in taccuini riempiti forsennatamente hanno costruito e forgiato il pensiero attraverso la noia, eterna compagna, e la lucidità esasperata da una solitudine che proprio nelle ore notturne induce all'autoanalisi. Un'analisi di se stesso condotta senza risparmiare colpi, mirata a scrutare nei propri abissi e di conseguenza in quelli dell'umanità stessa.
(Quaderni 1957-1972)
(Un apolide metafisico, p. 38)

### Il tempo
Ed è proprio in questo contesto che entra in gioco un concetto, che sarà minimo comun denominatore, anche se in certe occasioni velato, di tutta la produzione cioraniana: il tempo, nelle sue diverse accezioni, tempo storico e tempo esistenziale.

### Lo studioso
Non bisogna dimenticare che oltre al pessimismo e allo scetticismo di Cioran, che non si definisce come filosofo ma come un pensatore privato "Privatdenker", va valutato Cioran quale profondo conoscitore della filosofia.
Fu studioso dell'illuminismo e dei memorialisti francesi del periodo (ad esempio Diderot e l'abbé Morellet), dei Padri della Chiesa e dei filosofi scettici (pirroniani), ma anche della filosofia pessimista tedesca di Schopenhauer, Mainländer, Nietzsche, Otto Weininger, Georg Simmel, Oswald Spengler, Dilthey e dei mistici e della mistica, anche per i suoi contatti con Mircea Eliade (storico delle religioni e dello sciamanesimo), come Meister Eckhart, Teresa d'Avila, poi Kierkegaard e Lev Šestov.
Tra le sue ispirazioni vi sono anche l'esistenzialismo di Heidegger, Henri Bergson che poi abbandonerà, gli utopisti Tommaso Moro, Fourier, Cabet, Campanella, ma anche Pascal, de Maistre (di cui critica la concezione cattolica ma di cui ammira l'avversione alla Rivoluzione francese e lo stile), Montaigne e la grande letteratura con citazioni di Baudelaire, Poe, Mallarmé, Shakespeare, Shelley, Dostoevskij, Fitzgerald, Dante e Leopardi. Cioran ammirava molto anche la figura dell'imperatrice austro-ungarica Elisabetta di Baviera (nota come Sissi), con cui condivideva il fascino da straniero verso l'Ungheria.

## Le lettere
Cioran stesso invitava a cercare la verità su di sè nella corrispondenza, anziché nelle opere, che possono essere una maschera. La più grande raccolta di lettere a livello mondiale di Emil Cioran, è apparsa in Italia con il titolo Il nulla per tutti. Lettere ai contemporanei. In questa raccolta - che rappresenta un inedito assoluto, con lettere scoperte, trascritte e tradotte dal curatore del testo Vincenzo Fiore - si scopre il rapporto epistolare di Cioran con grandi intellettuali del Novecento, fra cui: Samuel Beckett, Paul Celan, Ernst Jünger, Gabriel Marcel, François Mauriac, Carl Schmitt, Elie Wiesel, Susan Sontag, Marguerite Yourcenar e Maria Zambrano. Molte delle lettere qui pubblicate hanno trovato luce per la prima volta grazie al lavoro dello studioso e docente italiano. 
Attraverso queste testimonianze è possibile approfondire, colmare lacune e addentrarsi nei retroscena delle opere e della vita di Cioran, toccando le vette più intime della sua disperazione e immergendosi nel suo disinganno quotidiano. Ricostruendo così parti oscure o poco chiare della sua biografia.

## Opere

### scritte in lingua rumena
- Al culmine della disperazione (Pe culmile disperării, 1934), trad. di Fulvio Del Fabbro e Cristina Fantechi, Milano, Adelphi, 1998.
- Il libro dei deliri (Cartea amăgirilor), București, 1936.
- Schimbarea la față a României, București, 1936.
- Lacrime e santi (Lacrimi și sfinți, 1937), trad. di Diana Grange Fiori, a cura di S. Stolojan, Milano, Adelphi, 1990.
- Il crepuscolo dei pensieri (Amurgul gândurilor, 1940), traduzione di Cristina Fantechi, Collana Biblioteca n.764, Milano, Adelphi, 2024, ISBN 978-88-459-3914-3.
- Sulla Francia (Despre Franƫa [1941], 2011), trad. di Giovanni Rotiroti, Roma, Voland, 2014, ISBN 978-88-624-3164-4.
- Breviario dei vinti (Îndreptar pǎtimaṣ [1941-1944], 1991), cura e Postfazione di Roberto Scagno, trad. di Cristina Fantechi, Roma, Voland, 2019, ISBN 978-88-624-3360-0.
- Breviario dei vinti II. 70 frammenti inediti (Îndreptar pǎtimaṣ, II, [1941-44], in rumeno, 1991; in francese, 2011), trad. e cura di Cristina Fantechi, Roma, Voland, 2016, ISBN 978-88-624-3200-9.
- Singurătate și destin (antologia di testi a cura di Dan C. Mihăilescu, con articoli pubblicati sulla stampa tra le due guerre mondiali), ed. Humanitas, București, 1992.
- Scrisori către cei de-acasă, ed. Humanitas, București, 1995.
- Divagazioni (Razne [1945-46], 2012), trad. di H. C. Cicortaș, Torino, Lindau, 2016, ISBN 978-88-670-8575-0.
- Finestra sul Nulla (Fenêtre sur le Rien, 2019), a cura e traduzione di Nicolas Cavaillès, trad. di Cristina Fantechi direttamente dai manoscritti romeni, Milano, Adelphi, 2022, ISBN 978-88-459-3699-9. [edizione stabilita sul manoscritto rumeno conservato nel Fondo Cioran della Biblioteca Jacques Doucet di Parigi]

### scritte in lingua francese
- Sommario di decomposizione (Précis de décomposition, 1949), trad. di Mario Andrea Rigoni e Tea Turolla, Milano, Adelphi, 1996.
- Sillogismi dell'amarezza (Syllogismes de l'amertume, 1952), trad. di Cristina Rognoni, a cura di M.A. Rigoni, Milano, Adelphi, 1993.
- La tentazione di esistere (La Tentation d'exister, 1956), trad. di Lauro Colasanti e Carlo Laurenti, Milano, Adelphi, 1984.
- Storia e utopia (Histoire et Utopie, 1960), trad. di Mircea Popescu, Milano, Edizioni del Borghese, 1969; a cura di Mario Andrea Rigoni, Milano, Adelphi, 1982.
- La caduta nel tempo (La Chute dans le temps, 1964), trad. di Tea Turolla, Milano, Adelphi, 1995.
- Il funesto demiurgo (Le Mauvais Démiurge, 1969), trad. di Diana Grange Fiori, Milano, Adelphi, 1986. [col titolo I nuovi dèi, trad. di Mircea Popescu, Milano, Edizioni del Borghese, Milano, 1971]
- Valéry face à ses idoles, 1970; « Essais et Philosophie », Paris, L'Herne, 2007.
- L'inconveniente di essere nati (De l'inconvénient d'être né, 1973), trad. Luigia Zilli, Milano, Adelphi, 1991.
- Saggio sul pensiero reazionario. A proposito di Joseph de Maistre (Essai sur la pensée réactionnaire. À propos de Joseph de Maistre, 1977), traduzione di R. De Benedetti, Collana Le api n.46, Milano, Medusa Edizioni, 2018, ISBN 978-88-769-8430-3.
- Squartamento (Écartèlement, 1979), trad. di Mario Andrea Rigoni, Nota introduttiva di Guido Ceronetti, Milano, Adelphi, 1981.
- Ébauches de vertige, 1979, pp.126.
- Vacillamenti (Vacillations, 1979), scritto con Pierre Alechinsky, a cura di Barbara Scapolo, Milano-Udine, Mimesis, 2010, ISBN 978-88-575-0166-6.
- Face aux instants, L'Ire des vents, 1985, pp.28.
- Esercizi di ammirazione. Saggi e ritratti (Exercices d'admiration, 1986), trad. di Mario Andrea Rigoni e Luigia Zilli, Milano, Adelphi, 1986.
- Confessioni e anatemi (Aveux et Anathèmes, 1987), trad. di Mario Bortolotto, Milano, Adelphi, 2007.
- Poursuivis par nos origines, ill. Ion Nicodim, Paris, Grand Rue, 1990, pp.40.
- Entretiens, Paris, José Corti, coll. « En lisant en écrivant », 1990, 92 p.
- Entretiens, Gallimard, coll. « Arcades », 1995, 319 p.
- Antologia del ritratto da Saint-Simon a Tocqueville (Anthologie du portrait. De Saint-Simon à Tocqueville, 1996), trad. di Giovanni Mariotti, Milano, Adelphi, 2017, ISBN 978-88-459-3196-3.
- Quaderni 1957-1972 (Cahiers, 1957-1972, 1997), trad. di Tea Turolla, Adelphi, Milano, Adelphi, 2001, ISBN 978-88-459-1615-1.
- Taccuino di Talamanca. Ibiza 31 luglio - 25 agosto 1966 (Cahier de Talamanca, 2000), trad. di Cristina Fantechi, a cura di V. Von Der Heyden-Rynsch, Milano, Adelphi, 2011, ISBN 978-88-459-2578-8.
- Solitude et destin, Paris, Gallimard-Arcades, 2004, pp.434.
- Fascinazione della cenere. Scritti sparsi (1954-1991), a cura di Mario Andrea Rigoni, Padova, Il notes magico, 2005, ISBN 978-88-883-4111-8.
- Exercices négatifs : En marge du précis de décomposition, Paris, Gallimard, 2005, pp.227.
- Œuvres, Édition de Nicolas Cavaillès avec la collaboration d'Aurélien Demars, Bibliothèque de la Pléiade n° 574, Paris, Gallimard, 17 novembre 2011,  p. 1728, ISBN 978-20-701-2625-5.[87] [contiene: Précis de décomposition - Syllogismes de l'amertume - La Tentation d'exister - Histoire et utopie - La Chute dans le temps - Le mauvais démiurge - De l'inconvénient d'être né - Écartèlement - Aveux et anathèmes - Exercices d'admiration. Appendices : Premiers textes français - En marge du «Précis de décomposition» - L'Élan vers le pire]
- Taccuino per stenografia (1937-1938), a cura di A. Gennaro, Collana Minima, Milano-Udine, Mimesis, 2022, ISBN 978-88-575-9219-0.

### Conversazioni e interviste
- Un apolide metafisico. Conversazioni, trad. di Tea Turolla, Adelphi, Milano, Adelphi, 2004, ISBN 978-88-459-1933-6.
- Luoghi ritrovati- E.M. Cioran e P. Tutea a confronto, trad. dal rumeno di Cristina Fantechi, a cura di Fulvio Del Fabbro, Porretta Terme, I Quaderni del Battello Ebbro, 1995.
- Al di là della filosofia. Conversazioni su Benjamin Fondane, trad. di Irma Carannante, a cura di Antonio Di Gennaro, postfazione di Giovanni Rotiroti, Milano-Udine, Mimesis, 2014, ISBN 978-88-575-2522-8.
- L'intellettuale senza patria. Intervista con Jason Weiss, trad. di Pierpaolo Trillini, a cura di Antonio Di Gennaro, Milano-Udine, Mimesis, 2014.
- Vivere contro l'evidenza. Intervista con Christian Bussy, trad. di Massimo Carloni, a cura di Antonio Di Gennaro, Napoli, La scuola di Pitagora, 2014, ISBN 978-88-654-2652-4.
- La speranza è più della vita. Intervista con Paul Assall, trad. di Stefania Achella, a cura di Antonio Di Gennaro, Milano-Udine, Mimesis, 2015.
- Tradire la propria lingua. Intervista con Philippe D. Dracodaїdis, trad. di Massimo Carloni, a cura di Antonio Di Gennaro, nota introduttiva di P.D. Dracodaidis, Napoli, La scuola di Pitagora, 2018, ISBN 978-88-654-2653-1.
- I miei paradossi. Intervista con Leonhard Reinisch, trad. di Annunziata Capasso e Mattia Luigi Pozzi, a cura di Antonio Di Gennaro, Napoli, La scuola di Pitagora, 2017-2018, ISBN 978-88-654-2654-8.
- Ultimatum all'esistenza. Conversazioni e interviste (1949-1994), trad. di Vincenzo Fiore e Marisa Salzillo, a cura di Antonio Di Gennaro, Napoli, La scuola di Pitagora, 2020, ISBN 978-88-654-2750-7.

### Epistolari
- L'amico lontano (L'Ami lointain: Paris, Bucarest, 1991), scritto con Constantin Noica, trad. di Roberta Ferrara, Bologna, Il Mulino, 1993, ISBN 978-88-150-3856-2.
- Mon cher ami. Lettere a Mario Andrea Rigoni, 1977-1990, trad. di Mattia Venturato, introduzione e note a cura di Raoul Bruni, Padova, Il notes magico, 2007, ISBN 978-88-883-4115-6.
- Lettres à Armel Guerne, 1961-1978, préf. Vincent Piednoir, Pasis, L’Herne, 2011, pp.386.
- Lettere al culmine della disperazione, 1930-1934, a cura di Giovanni Rotiroti, trad. di Marisa Salzillo, postfazione di Antonio Di Gennaro, Milano-Udine, Mimesis, 2013, ISBN 978-88-575-1641-7.
- L'agonia dell'Occidente. Lettere a Wolfgang Kraus (1971-1990), a cura di Massimo Carloni, trad. di Paolo Trillini, Milano, Bietti, 2014, ISBN 978-88-824-8314-2.
- Il nulla. Lettere a Marin Mincu (1987-1989), a cura di Giovanni Rotiroti, Milano-Udine, Mimesis, 2014, ISBN 978-88-575-1997-5.
- Ineffabile nostalgia. Lettere al fratello 1931-1985, a cura di Massimo Carloni e Horia Corneliu Cicortaş, Milano, Archinto, 2015, ISBN 978-88-776-8653-4.
- Un'altra verità. Lettere a Linde Birk e Dieter Schlesak (1969-1986), traduzione di M. Carloni e M.L. Pozzi, a cura di A. Di Gennaro, Milano-Udine, Mimesis, 2016, ISBN 978-88-575-3572-2.
- Tra inquietudine e fede. Corrispondenza 1967-1992, con George Bălan, trad. di Ionuţ Marius Chelariu, a cura di Antonio Di Gennaro, Milano-Udine, Mimesis, 2017, ISBN 978-88-575-4148-8.
- L'insonnia dello spirito. Lettere a Petre Tutea (1936-1941), a cura di A. Di Gennaro, Milano-Udine, Mimesis, 2019, ISBN 978-88-575-5404-4.
- Una segreta complicità. Lettere 1933-1983, con Mircea Eliade, a cura di M. Carloni e H.C. Cicortaş, Collezione La collana dei casi n.132, Milano, Adelphi, 2019, ISBN 978-88-459-3425-4.
- L'orgoglio del fallimento. Lettere ad Arsavir e Jeni Acterian, a cura di A. Di Gennaro, Collana Volti, Milano-Udine, Mimesis, 2021, ISBN 978-88-575-7301-4.
- Éparpillements épistolaires, trad. Nicolae Tafta, préf. Ionel Necula, coll. « Terre vaste », éditions Tarabuste, 2021.
- Il nulla per tutti. Lettere ai contemporanei, a cura di Vincenzo Fiore, Milano-Udine, Mimesis, 2024, ISBN 979-12-223-1070-1.